# 魂の巾着
魂の巾着（たましいのきんちゃく）は、日本のお笑いコンビ。

## メンバー
本多 修（ほんだ おさむ、1983年4月15日（42歳） - ）
ツッコミ・ネタ作り担当。
神奈川県小田原市国府津出身、神奈川県立山北高等学校卒業。身長174 cm、体重70 kg。血液型はB型。
趣味は将棋、家族を想うこと(11人兄弟の3番目)。
特技はガムテープを使って格好良くズボンを脱ぐ、ほんだいこ、パラパラ漫画およびパラデル漫画（パラパラ漫画に「飛び出す」要素を足したコマ撮り動画。300〜500枚のイラストを描き上げるため完成には2週間程度要することも）。2019年7月には作品をまとめたDVD『ようこそ!パラデル漫画の世界へ』を発売。
幼い頃から絵や工作が好きで、影響を受けたのは『ドラゴンボール』や『ろくでなしBLUES』といった週刊少年ジャンプの漫画。前述のパラデル漫画は、漫才の出番に寝坊・遅刻したことにより3ヶ月の謹慎を食らっていた最中、暇つぶしのためにTwitterのリツイートを伸ばすにはどうしたら良いかと考えた結果、発想された。そしてTwitterに投稿した動画は瞬く間に9万リツイートされ、国内外から脚光を浴びた。
吉本における部活動プロジェクト『ブカツ!』のマンガ部所属で、部長も務めている。部員は本多の他に大貫さん（夫婦のじかん）、浜口裕章（オオカミ少年）がいる。

金井 佑介（かない ゆうすけ、1982年7月11日（43歳） - ）
ボケ担当。
群馬県伊勢崎市出身。身長181 cm、体重80 kg。
趣味はバイク（ツーリング）、ボウリング、旅行、読書、将棋、水泳、モンティ・パイソン鑑賞。
特技は声がでかいこと（元応援団）、大食い。
相方・本多がパラデル漫画で注目されていることに対しては「世の中タイミングが第一。売れる時に集中して」「相方には東京オリンピックで何らかの形で関わってほしい。今が大事な時」とコンビでの活動はセーブしている。
謹慎中はアルバイトをしていた。
2021年を以て吉本興業との契約を終了するも、コンビは解散せず芸人としての活動を続ける。

## 来歴
本多は高校卒業後、専門学校に通っていたがすぐ飽きて中退。フリーターとなったためママチャリを使って日本一周を試み、2年近く経った後に沖縄でママチャリを盗まれたことで一気に冷めて実父に迎えに来てもらった。
23歳でNSCへ入学し、同期の金井と現在のコンビを結成。先輩・同期からは、結成1年目で唯一M-1グランプリに3回戦進出という結果を収めたこともあり一目置かれていた。ネタ披露の授業では『ナナメを知らない』というテーマの漫才を披露、先生や又吉直樹（ピース）ら先輩から手放しで褒められたこともあった。

## 芸風
主に漫才。

## 出演
- スッキリ（日本テレビ）本多のみ
- なかい君の学スイッチ（TBS）本多のみ
- ズームイン!!サタデー（日本テレビ）本多のみ
- ワイドナショー（フジテレビ）本多のみ
- 自慢したい人がいます〜拝啓 ひねくれ3様〜（テレビ東京）本多のみ
- ノンストップ!（フジテレビ）本多のみ